# Hexadécachore
L'hexadécachore, appelé aussi 16-cellules, est, en géométrie, un 4-polytope régulier convexe, c'est-à-dire un polytope à 4 dimensions à la fois régulier et convexe. Il est constitué de 16 cellules tétraédriques.
L'hexadécachore est l'hyperoctaèdre de dimension 4. Son dual est le tesseract (ou hypercube). Il pave l'espace euclidien à quatre dimensions.

## Nom
Le polytope est désigné par plusieurs noms :
- hexadécachore, terme constitué d'« hexadéca- », signifiant 16, et « -chore », suffixe utilisé pour les 4-polytopes ;
- 16-cellules, indiquant le polytope est constitué de 16 cellules ;
- 4-orthoplexe, « orthoplexe » étant un nom alternatif pour « hyperoctaèdre » ;
- demi-tesseract, pour souligner que c'est le demi-hypercube du tesseract, obtenu en supprimant un sommet sur deux de ce dernier.

## Géométrie
Le polytope est borné par 16 cellules, lesquelles sont toutes des tétraèdres réguliers. Il possède 32 faces triangulaires, 24 arêtes et 8 sommets. Ces sommets ont pour coordonnées toutes des permutations de (±1, 0, 0, 0) ; mises à part les paires opposées, ils sont tous reliés deux à deux par une arête.
Le symbole de Schläfli de l'hexadécachore est {3,3,4}. Sa figure de sommet est un octaèdre régulier ; 8 tétraèdres, 12 triangles et 6 arêtes se rencontrent sur chaque sommet. Sa figure d'arête est un carré ; 4 tétraèdres et 4 triangles se rencontrent sur chaque arête.

## Pavage
L'espace euclidien à 4 dimensions peut être pavé par des hexadécachores. Le pavage résultant, le nid d'abeille hexadécachorique a pour symbole de Schläfli {3,3,4,3}. Son pavage dual, le nid d'abeille icositétrachorique, est formé d'icositétrachores. Avec le nid d'abeille tesseractique, il s'agit des trois pavages réguliers de R4.
Dans ce pavage, chaque hexadécachore possède 16 voisins avec lesquels il partage un tétraèdre, 24 voisins avec lesquels il partage une arête et 72 qu'il ne touche que par un sommet.